# Cryptonatica russa
Cryptonatica russa är en snäckart som först beskrevs av Gould 1859.  Cryptonatica russa ingår i släktet Cryptonatica och familjen borrsnäckor. Inga underarter finns listade i Catalogue of Life.